# Lo de Carranza
Lo de Carranza es una aldea del municipio de San Juan Sacatepéquez, departamento de Guatemala, Guatemala. Su feria patronal se celebra el 19 de marzo en honor a San José. El cual realizan elecciones de Reina Indígena y Reina Patronal

## Antecedentes históricos
Lo de Carranza tiene un origen precolonial y fue conquistado por los españoles bajo el mando de Antonio Salazar en el año 1525. La fecha de la escritura firmada de San Juan Sacatepéquez fue el 3 de febrero de 1752, comprando los indígenas al rey de España 480 caballerías y 38 manzanas. La aldea Lo de Carranza está ubicada al sur de San Juan Sacatepéquez y está ocupando una parte de estas tierras.
Esta es una de las comunidades que fue poblada por cakchiqueles después de 1752, y se mantuvo una comunidad puramente indígena hasta 1980. Debido al crecimiento poblacional en la ciudad capital y a la necesidad de terrenos para viviendas, se fraccionaron varias fincas de la comunidad para la construcción de diferentes colonias de viviendas populares. Lo de Carranza dejó de ser una comunidad rural y se convirtió en una comunidad suburbana.
Según información proporcionada por el alcalde auxiliar señor Maximiliano Coc, en el año 1955 en la aldea vivían alrededor 356 habitantes, que componían aproximadamente unas 50 familias. El porcentaje de indígenas era de un 99 % y de personas analfabetas era de un 80 %. No existían servicios básicos, y para trasladarse de la aldea hacia otros lugares lo hacían a caballo o a pie, pues no entraba camioneta; conforme fue incrementándose la población, se logró que entrara una camioneta, una vez al día. Hoy en día el servicio de transporte ya es regular.
Para que los habitantes obtuvieran los servicios de salud tenían que ir hasta la capital, algunas personas por no tener los recursos y las posibilidades de llegar hasta un hospital, perdían la vida o bien visitaban a curanderos de la comunidad, ayudando este fenómeno al crecimiento de mortalidad especialmente en niños y ancianos.

## Aspectos geográficos
La aldea Lo de Carranza se encuentra aproximadamente a 26 km de la ciudad capital. Colinda al norte con el municipio de Mixco, al este con el de Chinautla, al sur con San Juan Sacatepéquez y al oeste con el municipio de San Pedro Sacatepéquez. Lo de Carranza está compuesta por cuatro sectores y su topografía es irregular, su suelo es quebrado y montañoso.
A sus alrededores hay riachuelos, nacimientos de agua que abastecen a las colonias aledañas; también a un lado pasa el río Zapote que actualmente es usado para tirar los desagües de varias fábricas.

## Aspectos demográficos
En entrevista realizada al profesor de educación primaria que funge como presidente del comité de vecinos de la aldea Lo de Carranza indicó que: en la aldea su población es muy trabajadora, también cuenta con profesionales que trabajan cada día por lograr una mejor sociedad, dando así la imagen de una comunidad en progreso, son pocas las pequeñas empresas que funcionan en el lugar tales como: las granjas avícolas, las coheterías, las pequeñas empresas que se dedican a confeccionar prendas, elaboración de pelotas, también cabe la pena mencionar que hay pequeños empresarios que se dedican a la venta de leche y elaboración de tortillas para su venta dentro de la comunidad y la ciudad capital.

## Aspectos económicos
Cuenta los ancianos, que antes del año 1980 el Caserío Lo de Carranza era una comunidad en extrema pobreza, pero a partir de 1980 hasta la fecha por la cantidad de personas que llegaron a vivir a esa área que fue lotificada, las necesidades se acrecentaron y cada día se hacían más grandes, esta parte de San Juan Sacatepéquez empezó su desarrollo.
Su economía está basada en mínimo porcentaje por las medianas y pequeñas empresas, siendo manejadas en su mayoría por los obreros asalariados quienes ocupan el mayor porcentaje. Es importante mencionar que existe también una pequeña parte de la economía que es sostenida por el apoyo de personas que viven en el extranjero. Otra parte de la población se dedica a la economía informal.
Por la escasez de tierra para cultivo y porque la mayoría de la población está representada por desplazados internos con diferentes costumbres y raíces, lo cual no permite que se realicen actividades de tipo agrícola en la comunidad, aunque en otros sectores de San Juan Sacatepéquez si se da por las extensiones de terreno para poder cultivarlo.

## Aspectos sociales
En el Caserío Lo de Carranza, la fiesta titular se celebra el 19 de marzo en honor al patrono San José;  también se realizan festividades durante el año algunas personas celebran la Semana Santa, el día de Esquipulas que se celebra el 15 de enero, así como las fiestas patrias que son organizadas en los diferentes establecimientos y comités que funcionan en la comunidad, tomando en cuenta las planificaciones anuales de las diferentes iglesias, tanto católicas como evangélicas, es decir la organización de procesiones, campañas y retiros respectivamente.
La aldea Lo de Carranza conserva sus costumbres y tradiciones que es lo que caracteriza esta comunidad, por ejemplo: La cofradía, La auxiliatura, los matrimonios, las leyendas, la música, los bailes etc. El Caserío cuenta con una iglesia católica y varias iglesias evangélicas.
En la comunidad se construyó un dispensario para brindar atención a los comunitarios, actualmente es Clínica de Salud que fue fundado por una organización extranjera, además de dar atención médica, psicológica y venta de medicamentos a muy bajo precio, también fundaron una cooperativa en la cual se venden productos básicos a muy bajo costo.

### Aspectos educacionales
Lo de Carranza cuenta con 6 escuelas públicas del nivel preprimaria  en donde 5 son jornada matutina y 1 con jornada vespertina; 6 del nivel primaria, en donde 5 son jornadas matutinas y 1 vespertina. El ciclo de educación básica, solo está conformada por un instituto de educación básica por cooperativa. (fundado en 1989).
Actualmente carranza cuenta, con cuatro Telesecundarias en la jornada vespertina , las cuales están distribuidas en las colonias de la comunidad y utilizando escuelas de la jornada matutina.
BIOGRAFIA.
ALCALDE AUXILIAR 2018 
CASERIO LO DE CARRANZA: 
Prof. Marcos Puluc Pérez
Fecha de nacimiento 31/07/1979
Toma de posesión 1 de enero de 2018.
Entrega Cargo 31 de diciembre de 2018